# Procol Harum Live with the Edmonton Symphony Orchestra
Albums de Procol Harum
Broken Barricades
(1971) Grand Hotel
(1973)
Procol Harum Live with the Edmonton Symphony Orchestra est le premier album live du groupe de rock progressif britannique Procol Harum, sorti en 1972. Comme son titre l'indique, il a été enregistré avec l'Orchestre symphonique d'Edmonton. C'est l'album le plus vendu de Procol Harum : il se classe 5e à sa sortie aux États-Unis, où il devient disque d'or, et le single Conquistador devient le deuxième plus grand succès du groupe, se classant 16e.

## Titres
Toutes les chansons sont écrites par Keith Reid et composées par Gary Brooker.

### Face 1
1. Conquistador - 5:02
2. Whaling Stories - 7:41
3. A Salty Dog - 5:34
4. All This and More - 4:22

### Face 2
1. In Held 'Twas in I - 19:02

### Titre bonus
L'album a été réédité en 2002 chez Repertoire avec un titre bonus :
1. Luskus Delph - 3:37

## Musiciens
- Dave Ball : guitare
- Gary Brooker : piano et chant
- Alan Cartwright : basse
- Chris Copping : orgue
- Keith Reid : paroles
- B. J. Wilson : batterie

- Avec l'Orchestre symphonique d'Edmonton et les Da Camera Singers